# Svenljunga (đô thị)
Đô thị Svenljunga (Svenljunga kommun) là một đô thị ở hạt Västra Götaland ở phía tây Thụy Điển. Thủ phủ nằm ở thị xã Svenljunga. Đô thị này nằm giữa các thành phố lớn như Göteborg và Borås.
Đô thị hiện nay được lập năm 1971 khi 5 đơn vị đô thị (hay một phần của chúng) được hợp nhất. Số lượng đơn vị gốc (thời điểm năm 1863) là 14.
Sông Ätran chảy qua đô thị này, qua thị xã Svenljunga, nơi có một cây cầu cũ bắc qua.
Theo thống kê của Thống kê Thụy Điển (Statistics Sweden) vào năm 2020, dân số của Svenljunga là khoảng 8.000 người.